# Masazumi Tajima
Masazumi Tajima (jap. 田島 正純, Tajima Masazumi; * 5. April 1933) ist ein ehemaliger japanischer Radrennfahrer.

## Sportliche Laufbahn
Tajima war im Bahnradsport und im Straßenradsport aktiv. Er war Teilnehmer der Olympischen Sommerspiele 1952 in Helsinki. In der Mannschaftsverfolgung wurde Japan mit Kihei Tomioka, Tadashi Katō, Tamotsu Chikanari und Masazumi Tajima auf dem 19. Rang klassiert.
Das olympische Straßenrennen beendete Tajima nicht. Japan kam mit Masazumi Tajima, Tadashi Katō, Tamotsu Chikanari und Kihei Tomioka nicht in die Mannschaftswertung, da alle vier Fahrer im Rennen ausgeschieden waren.